# Gettjärnen (Särna socken, Dalarna)
Gettjärnen är en sjö i Älvdalens kommun i Dalarna och ingår i Dalälvens huvudavrinningsområde.